# Memorias y olvidos
 Memorias y olvidos  es una película documental de Argentina filmada en colores dirigida por Simón Feldman sobre su propio guion escrito que se estrenó el 13 de agosto de 1987 y que tuvo como actores principales a Arturo Maly, Juan Leyrado, Lorenzo Quinteros y Harry Havilio.

## Sinopsis
Dos periodistas encaran un documental preguntando ¿Qué pasó con la Argentina?

## Reparto
| Actor             | Personaje |
| ----------------- | --------- |
| Arturo Maly       |           |
| Juan Leyrado      |           |
| Lorenzo Quinteros |           |
| Harry Havilio     |           |
| Elvira Vicario    |           |
| Marcela Casabella |           |
| Pablo Nápoli      |           |
| Adolfo Yannelli   |           |
| Sergio Corona     |           |
| Silvia Moldován   |           |
| Ana Masi          |           |
| Sebastián Miranda |           |
| Carlos Kaufmann   |           |
| Ricardo Belén     |           |
| Nacho Rosseti     |           |

## Comentarios
La Nación opinó:

«Contiene gran dobleza de propósitos… pero estos no alcanzan para que el relato logre conmover al espectador.»

César Magrini en El Cronista dijo:

«Técnica satisfactoria… lúcida indagación sobre nuestra realidad diaria.»

Manrupe y Portela escriben:

«Lo mejor es la parte periodística, con tres puntos de vistas sobre las encuestas filmadas en todo el país. El resto aburre y provoca desinterés.»